# Sela pri Vrčicah
Sela pri Vrčicah – wieś w Słowenii, w gminie Semič. W 2018 roku liczyła 12 mieszkańców.